# بنجامين ديفيز (سياسي)
بنجامين ديفيز هو سياسي كندي، ولد في 1813 في تشارلوت تاون في كندا، وتوفي في 1904.